# Modrásek jehlicový
Modrásek jehlicový (Polyommatus icarus) je motýl patřící do čeledi modráskovití, který se vyskytuje v různých klimatických oblastech – severní Afrika, Evropa, východní Asie. Jeho stanovištěm jsou pastviny, louky či vřesoviště, otevřená i kopcovitá krajina. Navzdory svému druhovému jménu klade samička svá vajíčka nejčastěji na štírovníku růžkatém, což je zároveň jedna z oblíbených živných rostlin housenek. Samečci vždy pravidelně hlídkují na vyvýšených místech, často na květech nebo vrcholcích rostlin a pronásledují motýly, poletující v jejich blízkosti. Tento druh, Polyommatus icarus, je českým nejběžnějším modráskem.

## Znaky

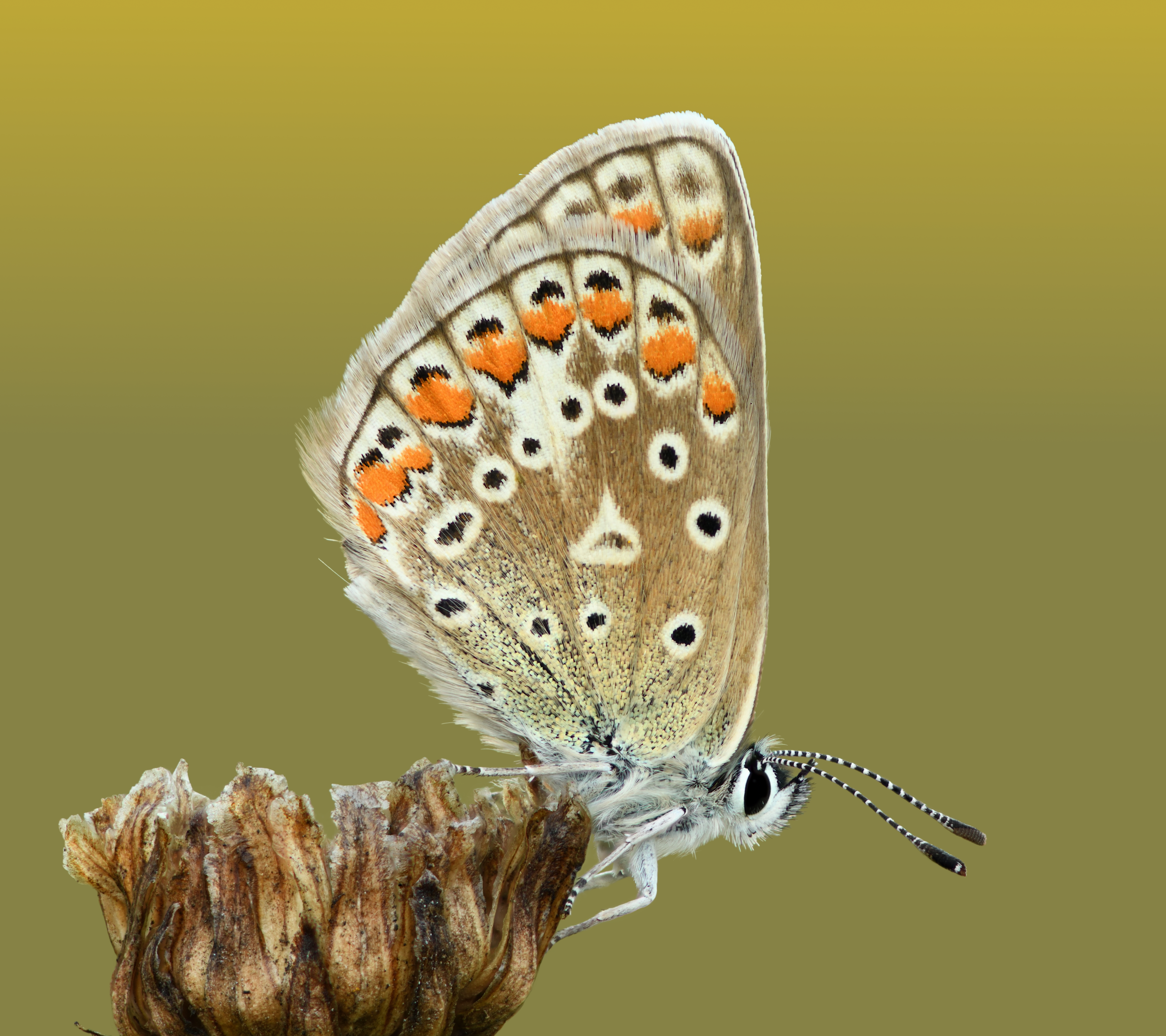
♀

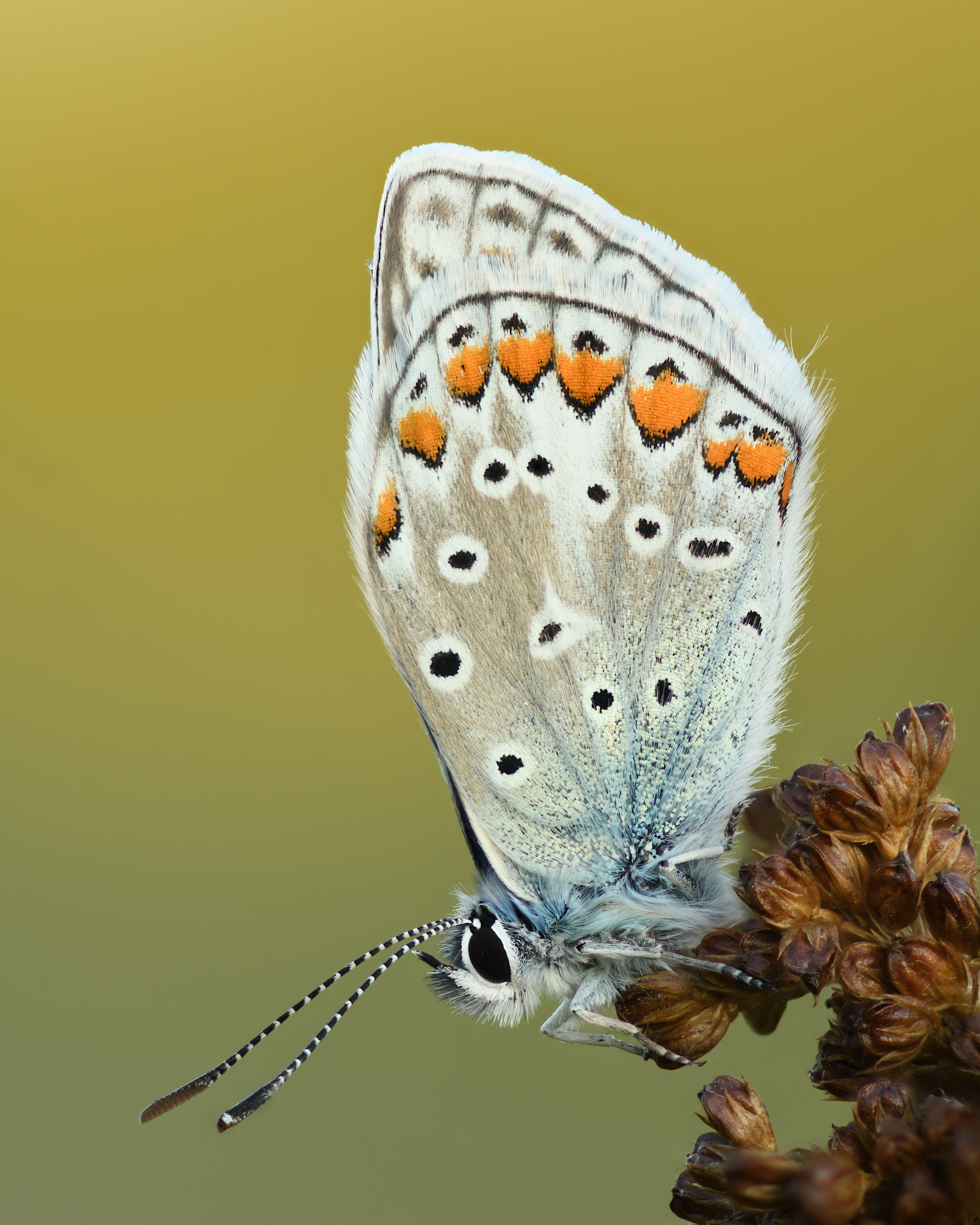
♂

Sameček se svrchu vyznačuje fialově modrou barvou, samička je hnědá (různé odstíny) s oranžovými skvrnami podél okrajů křídel. Délka př. křídla je 1,2-1,5 cm. Siluetu má sameček i samička stejnou.

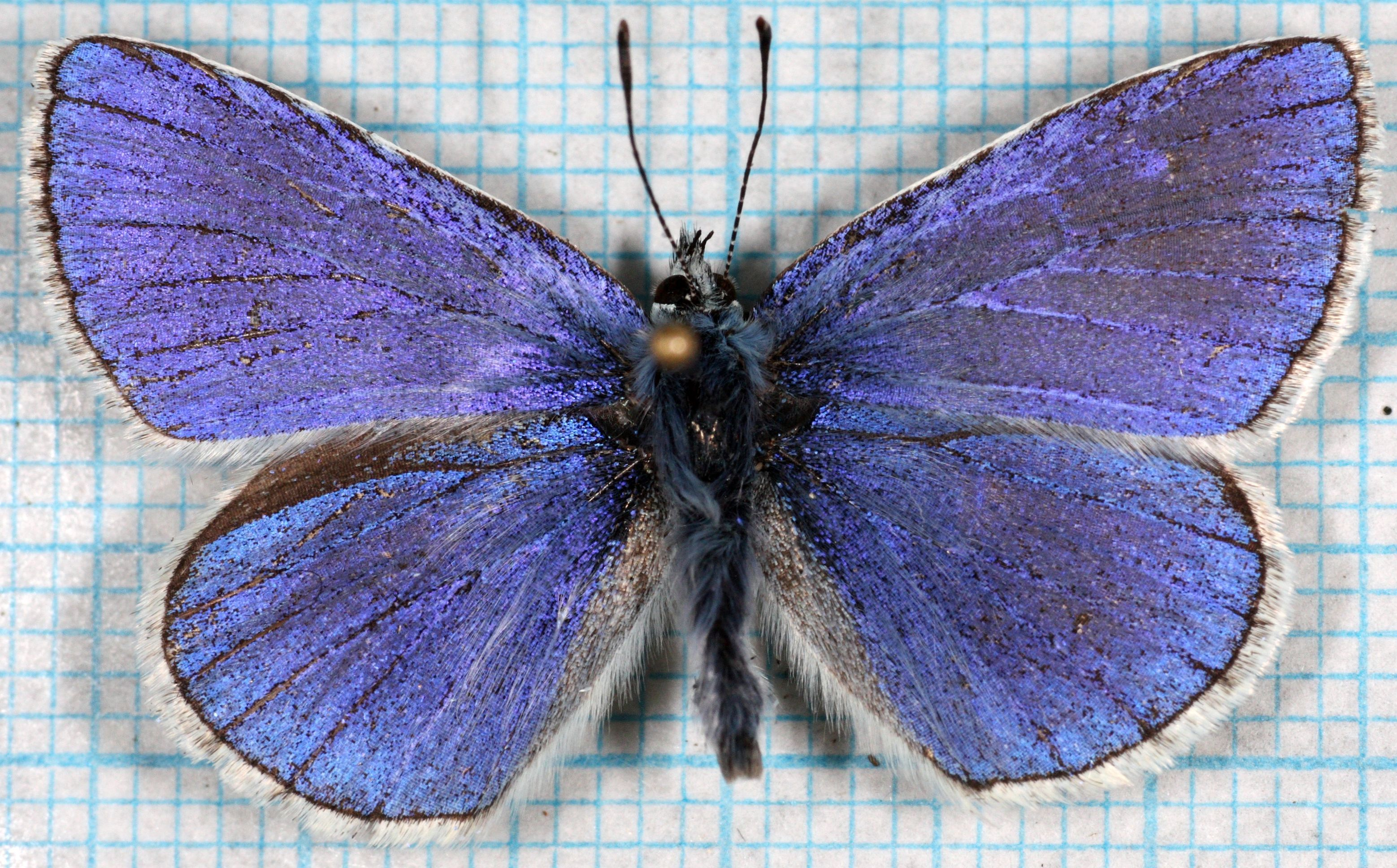
♂
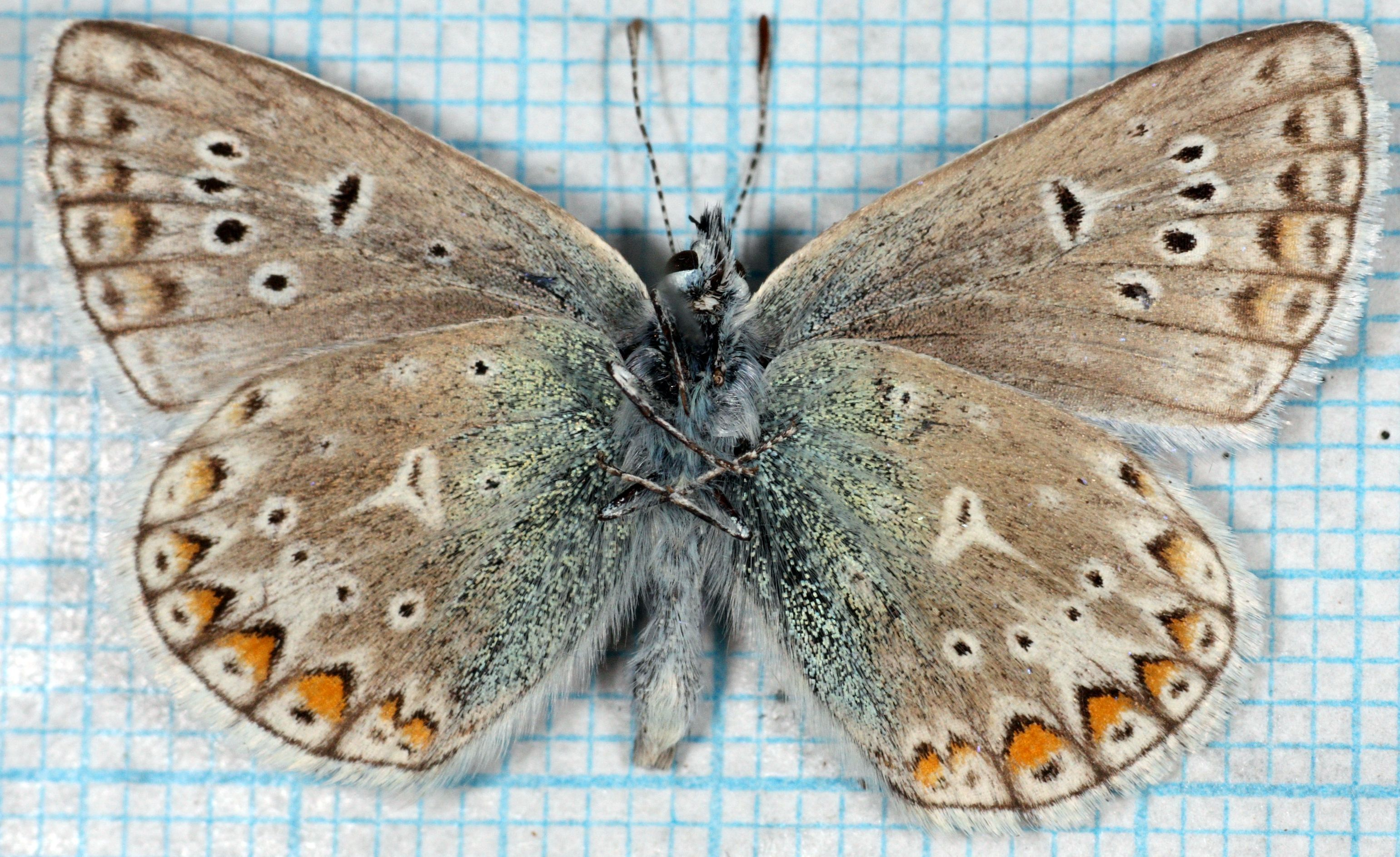
△ ♂
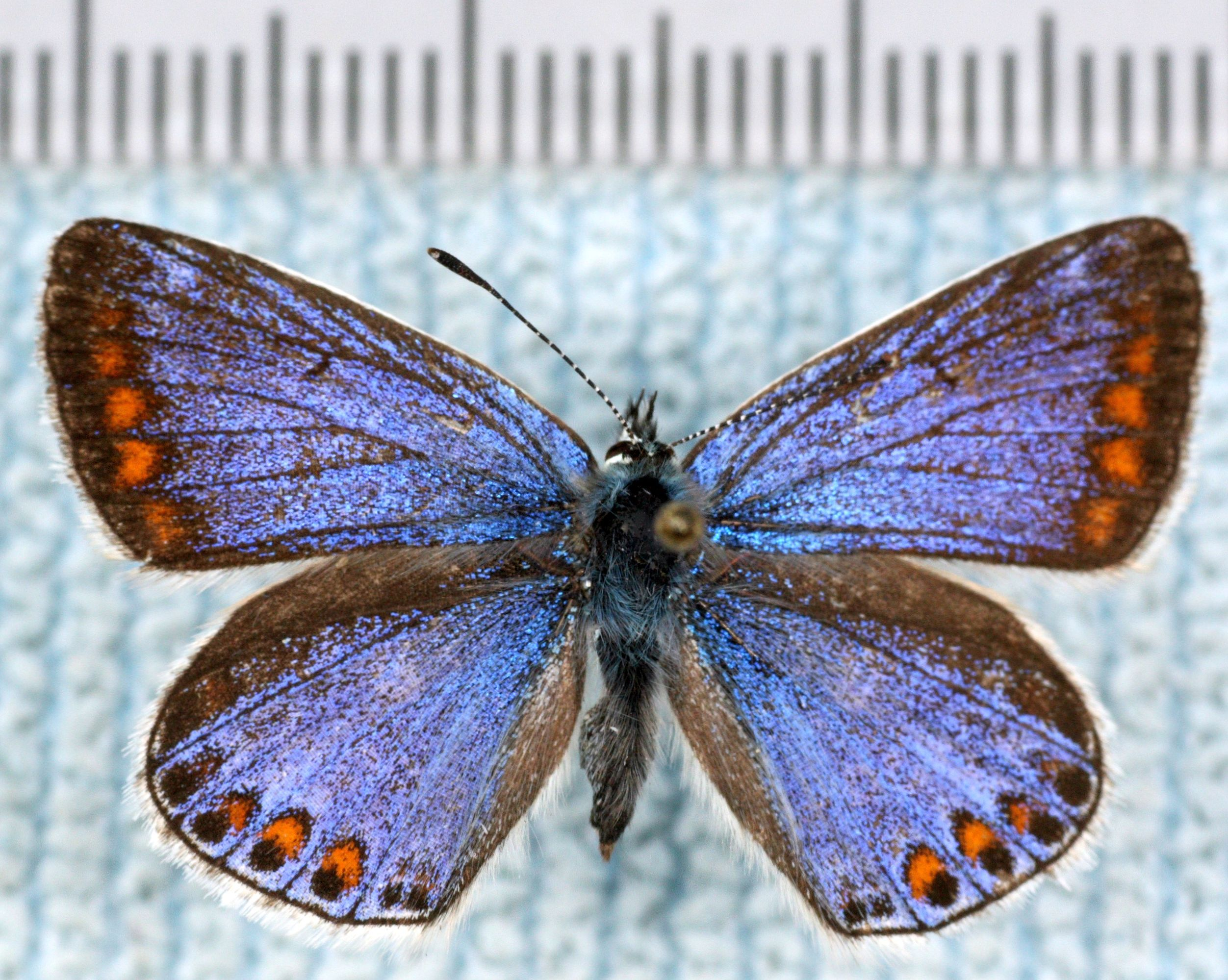
♀
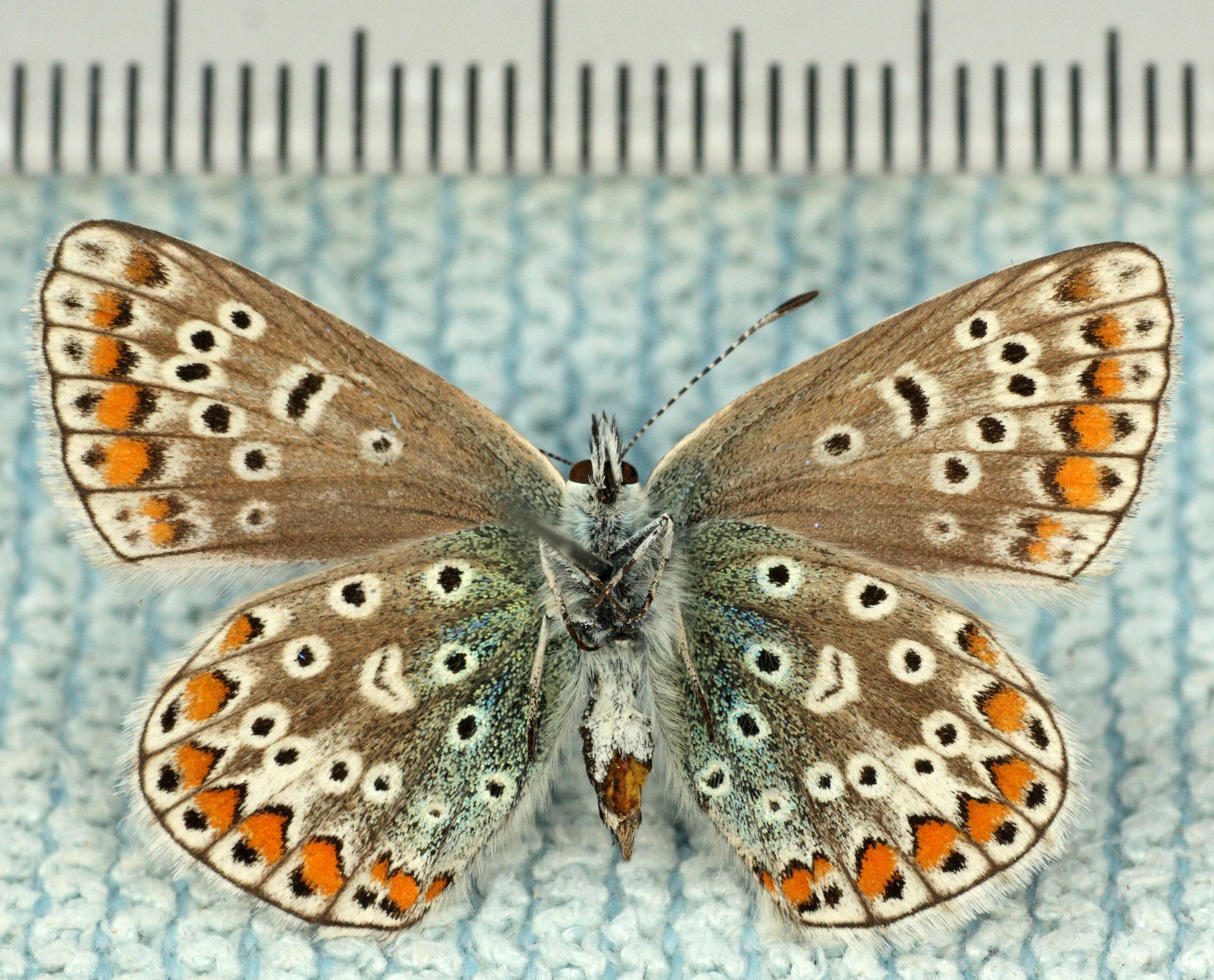
△ ♀

## Housenka
Samička svá vajíčka, jak již bylo řečeno, tedy nejčastěji klade na štírovník. Někdy se ale mohou vajíčka nacházet na tolici, jeteli, vzácněji i na jehlici. Housenky se během svého vývoje neomezují jen na jeden druh živné rostliny a ožírají celou řadu bobovitých rostlin. Vajíčka jsou kladena buď na horní stranu listů nebo přímo dovnitř květů. Polodorostlá housenka přezimuje – ukrývá se na zemi, kde se o ni starají mravenci. Ta jim na oplátku vylučuje šťávu, kterou mají rádi. Mravenci ji zahrabou do země nebo si ji odnesou do mraveniště. Na jaře roste pomalu. Trvá více než dva měsíce, než se zakuklí. Kukla leží ukryta na zemi ve vrstvě suchého listí a trávy. Každoročně je jedna generace motýlů, v teplejších oblastech mohou být generace dvě až tři.

## Podobné druhy v Česku
Modrásek vičencový (Polyommatus thersites), m. jetelový (P. bellargus), m. ušlechtilý (P. amandus), m. tmavohnědý (Aricia agestis), m. pumpavový (A. artaxerxes).